# Vicente Basadre
Vicente Basadre (España, 1750 - La Coruña, España, 1828) fue un político español.

## Biografía
En 1795 comienza a ejercer como secretario del recién creado Consulado de Veracruz en México hasta 1802 cuando se convierte en tesorero de esa misma institución. En el año de 1807 regresa a España donde se pone a servicios del ministro de Hacienda Miguel José de Azanza quien le comisiona para que ponga en marcha en México las pesquerías de perlas, sin embargo, esto enmascaraba el verdadero objetivo que era lograr que México reconociera a José I Bonaparte como rey de España.
A Basadre se le nombra secretario de Comercio y Negocios de Indias por la Junta de Sevilla luego de haber sido detenido en Ecija. Posteriormente, ejerce este mismo cargo, pero al servicio de la Junta Central Suprema hasta el 7 de enero de 1809, momento en el cual es nombrado como intendente de Venezuela. Durante su viaje a Venezuela hizo amistad con Vicente Emparan que había sido nombrado capitán general de esa provincia. Durante su ejercicio en este cargo realizó un importante donativo en colaboración a la Guerra de Independencia Española; trató de desarrollar la producción agrícola; pidió la anulación del impuesto para algunos productos del campo y maquinarias; introdujo esclavos como mano de obra. El 19 de abril de 1810 fue llevado ante el Cabildo de Caracas, renuncia a su cargo y al negarse a colaborar con los patriotas es detenido y enviado a La Guaira desde donde se embarcaría en el 1 de mayo en la corbeta Fortuna rumbo hacia Cádiz.
En 1814, es nombrado como intendente de Guadalajara, pero no puede asumir el cargo, al mismo tiempo se averigua la misión que se le había dado anteriormente cuando los archivos de Madrid vuelven a manos españolas, se le ordena a Basadre regresar inmediatamente a España y se le abre un expediente por afrancesamiento. Fue apresado en Cádiz hasta donde se le declara culpable, su sueldo se ve restringido y recaen sobre él varias prohibiciones. Se traslada a Utrera donde escribe varios memoriales sobre los problemas económicos en América, más tarde se le consede permiso de trasladarse hacia La Coruña.
Años más tarde, debido a unos memoriales enviados tras la revolución de Rafael del Riego, en 1824, se le abre un nuevo expediente acusándole de constitucionalista, nuevamente es encontrado culpable.